# دولت‌آباد (کوثر)
دولت‌آباد روستایی در دهستان زرج‌آباد بخش فیروز شهرستان کوثر استان اردبیل ایران است.

## جمعیت
بر پایه سرشماری عمومی نفوس و مسکن در سال ۱۳۹۵ جمعیت این روستا ۴۱ نفر (۱۸خانوار) بوده‌است.